# Arona (Alier)
Arona (en francès Arronnes) és un municipi francès, situat al departament de l'Alier i a la regió d'Alvèrnia-Roine-Alps. L'any 2007 tenia 359 habitants.

## Demografia

### Població
El 2007 la població de fet d'Arronnes era de 359 persones. Hi havia 144 famílies de les quals 36 eren unipersonals (16 homes vivint sols i 20 dones vivint soles), 40 parelles sense fills, 48 parelles amb fills i 20 famílies monoparentals amb fills.
La població ha evolucionat segons el següent gràfic:
Habitants censats

### Habitatges
El 2007 hi havia 236 habitatges, 149 eren l'habitatge principal de la família, 70 eren segones residències i 17 estaven desocupats. 230 eren cases i 2 eren apartaments. Dels 149 habitatges principals, 131 estaven ocupats pels seus propietaris, 10 estaven llogats i ocupats pels llogaters i 8 estaven cedits a títol gratuït; 2 tenien una cambra, 5 en tenien dues, 22 en tenien tres, 52 en tenien quatre i 68 en tenien cinc o més. 119 habitatges disposaven pel capbaix d'una plaça de pàrquing. A 66 habitatges hi havia un automòbil i a 70 n'hi havia dos o més.

### Piràmide de població
La piràmide de població per edats i sexe el 2009 era:
| Homes | Edats   | Dones |
| ----- | ------- | ----- |
| 0     | 95 o +  | 0     |
| 0     | 90 a 94 | 0     |
| 4     | 85 a 89 | 4     |
| 0     | 80 a 84 | 0     |
| 12    | 75 a 79 | 12    |
| 8     | 70 a 74 | 12    |
| 12    | 65 a 69 | 4     |
| 12    | 60 a 64 | 8     |
| 8     | 55 a 59 | 8     |
| 12    | 50 a 54 | 0     |
| 28    | 45 a 49 | 4     |
| 16    | 40 a 44 | 28    |
| 4     | 35 a 39 | 16    |
| 4     | 30 a 34 | 12    |
| 4     | 25 a 29 | 12    |
| 8     | 20 a 24 | 0     |
| 16    | 15 a 19 | 16    |
| 8     | 10 a 14 | 8     |
| 8     | 5 a 9   | 0     |
| 12    | 0 a 4   | 4     |

## Economia
El 2007 la població en edat de treballar era de 214 persones, 163 eren actives i 51 eren inactives. De les 163 persones actives 141 estaven ocupades (77 homes i 64 dones) i 22 estaven aturades (9 homes i 13 dones). De les 51 persones inactives 20 estaven jubilades, 12 estaven estudiant i 19 estaven classificades com a «altres inactius».

### Ingressos
El 2009 a Arronnes hi havia 152 unitats fiscals que integraven 376 persones, la mediana anual d'ingressos fiscals per persona era de 14.244 €.

### Activitats econòmiques
Dels 14 establiments que hi havia el 2007, 1 era d'una empresa alimentària, 1 d'una empresa de fabricació d'altres productes industrials, 5 d'empreses de construcció, 2 d'empreses de comerç i reparació d'automòbils, 3 d'empreses d'hostatgeria i restauració i 2 d'empreses de serveis.
Dels 4 establiments de servei als particulars que hi havia el 2009, 1 era un guixaire pintor i 3 electricistes.
L'únic establiment comercial que hi havia el 2009 era una fleca.
L'any 2000 a Arronnes hi havia 28 explotacions agrícoles que ocupaven un total de 1.022 hectàrees.

## Equipaments sanitaris i escolars
El 2009 hi havia una escola elemental integrada dins d'un grup escolar amb les comunes properes formant una escola dispersa.

## Poblacions més properes
El següent diagrama mostra les poblacions més properes.